# Pamparato
Pamparato är en ort och kommun i provinsen Cuneo i regionen Piemonte i Italien. Kommunen hade 295 invånare (2018).